# Stars and Stripes Forever
Stars and Stripes Forever is bij wet de nationale mars van de Verenigde Staten. De mars wordt beschouwd als het magnum opus van de Amerikaanse componist John Philip Sousa. 
Sousa componeerde het werk in 1896 aan boord van een schip dat hem naar Europa bracht. Hij bracht het werk bij vrijwel ieder concert dat hij gaf ten gehore. Er is één opname - uit 1909 - bewaard gebleven waarop Sousa de mars zelf dirigeert.
De mars is berucht bij bespelers van de piccolo; in het middenstuk zit een virtuoze solo voor het kleinste instrument van het orkest.

## Tekst
Sousa schreef een tekst bij de mars, die evenwel minder bekend is dan de muziek:
Let martial note in triumph float

And liberty extend its mighty hand

A flag appears 'mid thunderous cheers,

The banner of the Western land.

The emblem of the brave and true

Its folds protect no tyrant crew;

The red and white and starry blue

Is freedom's shield and hope. 

Other nations may deem their flags the best

And cheer them with fervid elation

But the flag of the North and South and West

Is the flag of flags, the flag of Freedom's nation. 

Hurrah for the flag of the free!

May it wave as our standard forever,

The gem of the land and the sea,

The banner of the right.

Let despots remember the day

When our fathers with mighty endeavor

Proclaimed as they marched to the fray

That by their might and by their right

It waves forever. 

Let eagle shriek from lofty peak

The never-ending watchword of our land;

Let summer breeze waft through the trees

The echo of the chorus grand.

Sing out for liberty and light,

Sing out for freedom and the right.

Sing out for Union and its might,

O patriotic sons. 

Other nations may deem their flags the best

And cheer them with fervid elation,

But the flag of the North and South and West

Is the flag of flags, the flag of Freedom's nation. 

Hurrah for the flag of the free.

May it wave as our standard forever

The gem of the land and the sea,

The banner of the right.

Let despots remember the day

When our fathers with mighty endeavor

Proclaimed as they marched to the fray,

That by their might and by their right

It waves forever.

## Varia
- De Russisch-Amerikaanse pianist Vladimir Horowitz schreef een transcriptie van de mars voor piano.
- Het stuk wordt traditiegetrouw gespeeld, voorafgaand aan de Indianapolis 500.
- Het stuk werd ten gehore gebracht onmiddellijk na de inauguratie van Barack Obama als 44ste president van de Verenigde Staten.
- Een bewerking voor gitaar werd gemaakt door de Amerikaanse folkgitarist Guy Van Duser.[1]
- De Amerikaanse violist Bruce Dukov schreef een arrangement van de mars voor twee violen.[2]
- In het dirigeerprogramma Maestro mag de winnaar dit stuk dirigeren met de Gouden Baton.
- Het stuk is in Amerika vaak te horen tijdens Independence Day.